# ふらんす
『ふらんす』は白水社が刊行している雑誌である。フランス語やフランス語圏の文化を専門とする。1925年に創刊し、2015年時点での発行部数は会社発表で8000部ほどである。毎月下旬に刊行され、首都圏基準で毎月22日に発売される。

## 来歴

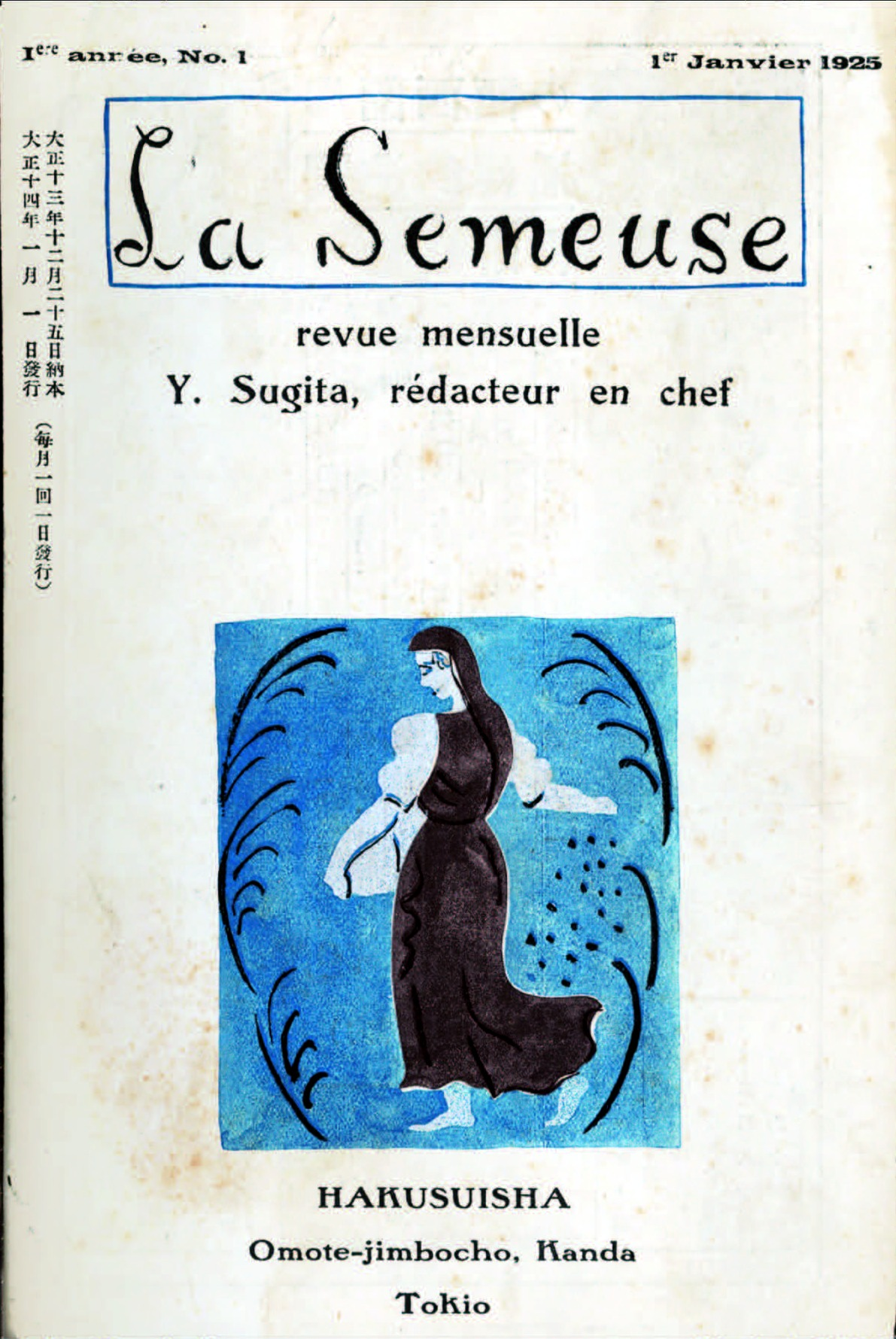
『ラ・スムーズ』創刊号の表紙

1925年1月、フランス文化やフランス語を専門にする雑誌『ラ・スムーズ（種まく女）』として、白水社より刊行が開始された。初代編集長は学習院教授でフランス語の専門家である杉田義雄であった。同年同月には大日本雄弁会講談社より『キング』が創刊されており、『ラ・スムーズ』も『キング』も価格は50銭であった。創刊号には刊行当時に駐日フランス大使であった詩人のポール・クローデルも寄稿している。当初は内藤濯や重徳泗水などフランスに詳しい文化人による「同人誌」に近いものであったという。創刊当時は学術的な内容が中心であったが、与謝野晶子や堀口大學による詩歌なども掲載していた。白水社社長である及川直志は、この雑誌が発行された背景には第一次世界大戦後にドイツと日本の交流が盛んになる中、フランス文化に関心を持つ者たちが対抗意識を燃やして日仏交流に力を入れ、1924年に日仏会館を開館するなどフランス文化の紹介を積極的に行おうとする動きがあったことを指摘している。1926年に編集長が田島清に交代した。

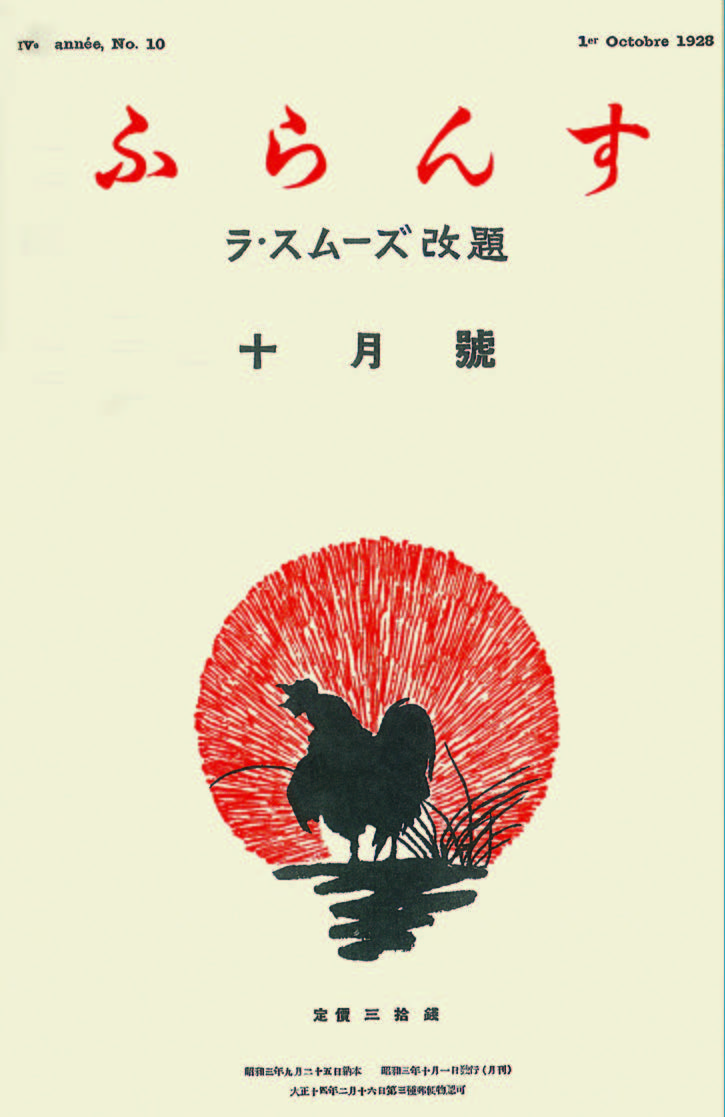
『ふらんす』に改題した最初の号、1928年10月号の表紙

1928年10月より雑誌の名称を『ふらんす』に変更し、このタイトルのまま2016年9月現在まで発行を継続している。なお、『ふらんす』という表題の語学雑誌が1925年以前に白水社から出ていたがこれはすぐ廃刊になっており、『ラ・スムーズ』の後身としての『ふらんす』には直接関係が無い。1921年10月に創刊されて三号で廃刊になった第一次『ふらんす』が失敗したにもかかわらず、『ラ・スムーズ』から改名した第二次『ふらんす』が成功した理由について、倉方健作は『ラ・スムーズ』が創刊された1925年までに私立大学が多数作られ、フランスへの関心が高まったからではないかと指摘している。1944年まで刊行を続けたが、第二次世界大戦の最中、1945年の春に白水社が戦災で火事に見舞われた。この時に一時休刊を余儀なくされたが、1946年の5月には復刊している。

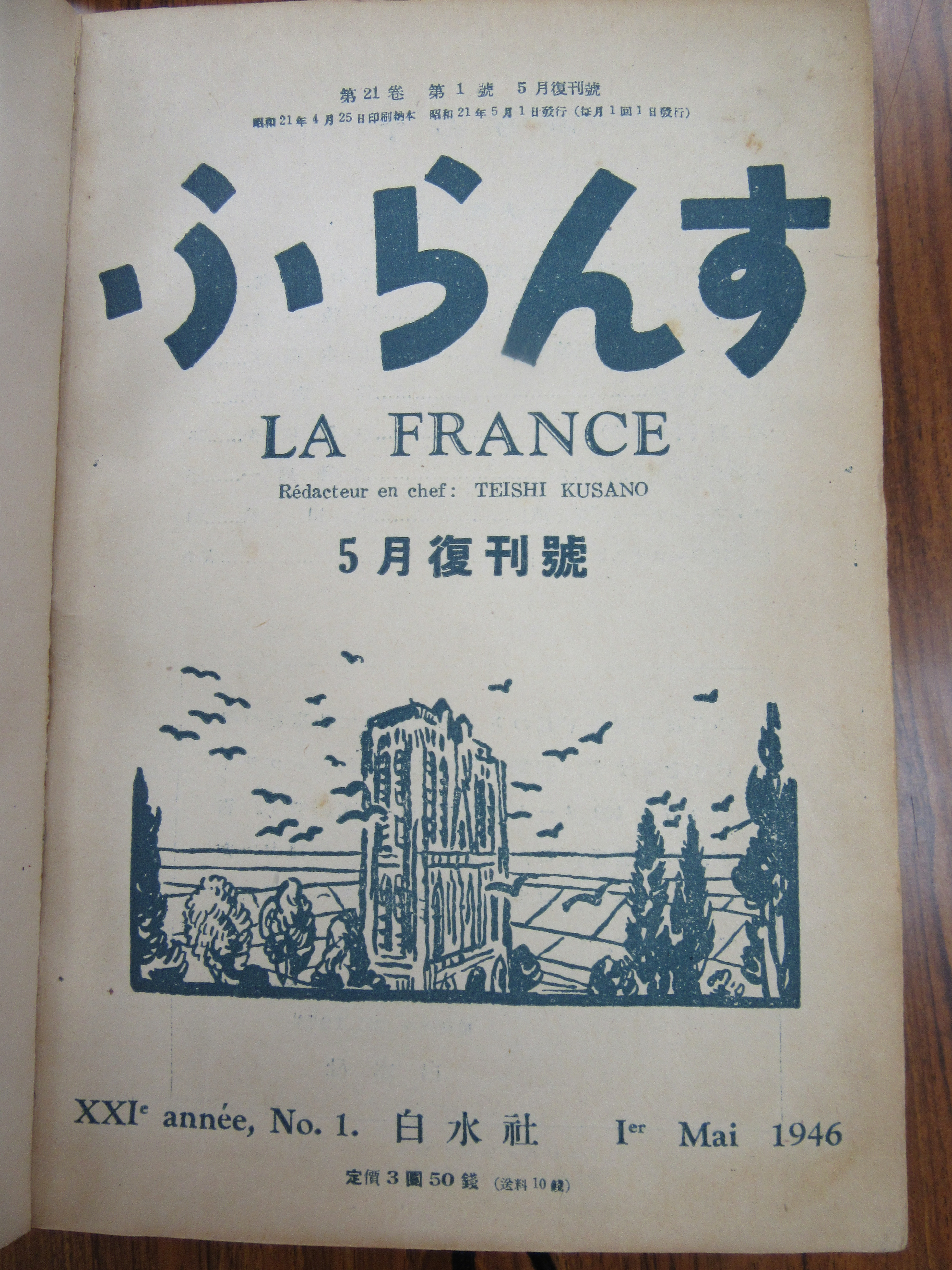
戦後はじめて発行された『ふらんす』

戦後は競合雑誌との差別化のため、語学以外の文化関連記事にも力を入れるようになり、アンドレ・ジイドやロジェ・マルタン・デュ・ガールなどフランスの著名な文人からの寄稿も受けた。1964年には海外旅行が自由化されたことに伴い、7月にパリ旅行を特集する臨時増刊号も組まれた。1970年代以降は内容が大衆化したが、90年代以降は景気の悪化やフランスによる核実験などの影響で部数が落ち込み、廃刊も検討された。語学コンテンツなどのてこ入れを行いつつ刊行が継続され、2005年には創刊80周年記念として、過去の『ふらんす』収録記事から代表的なものを収録した『「ふらんす」80年の回想』を刊行した。本書には創刊以来の主な記事が再録されているほか、『ふらんす』に若手時代から盛んに執筆している鹿島茂や堀江敏幸が「『ふらんす』と私」と題したコラムを寄稿している。本書は「日本人のフランス観の変遷がうかがえる」内容であるという批評を受けた。

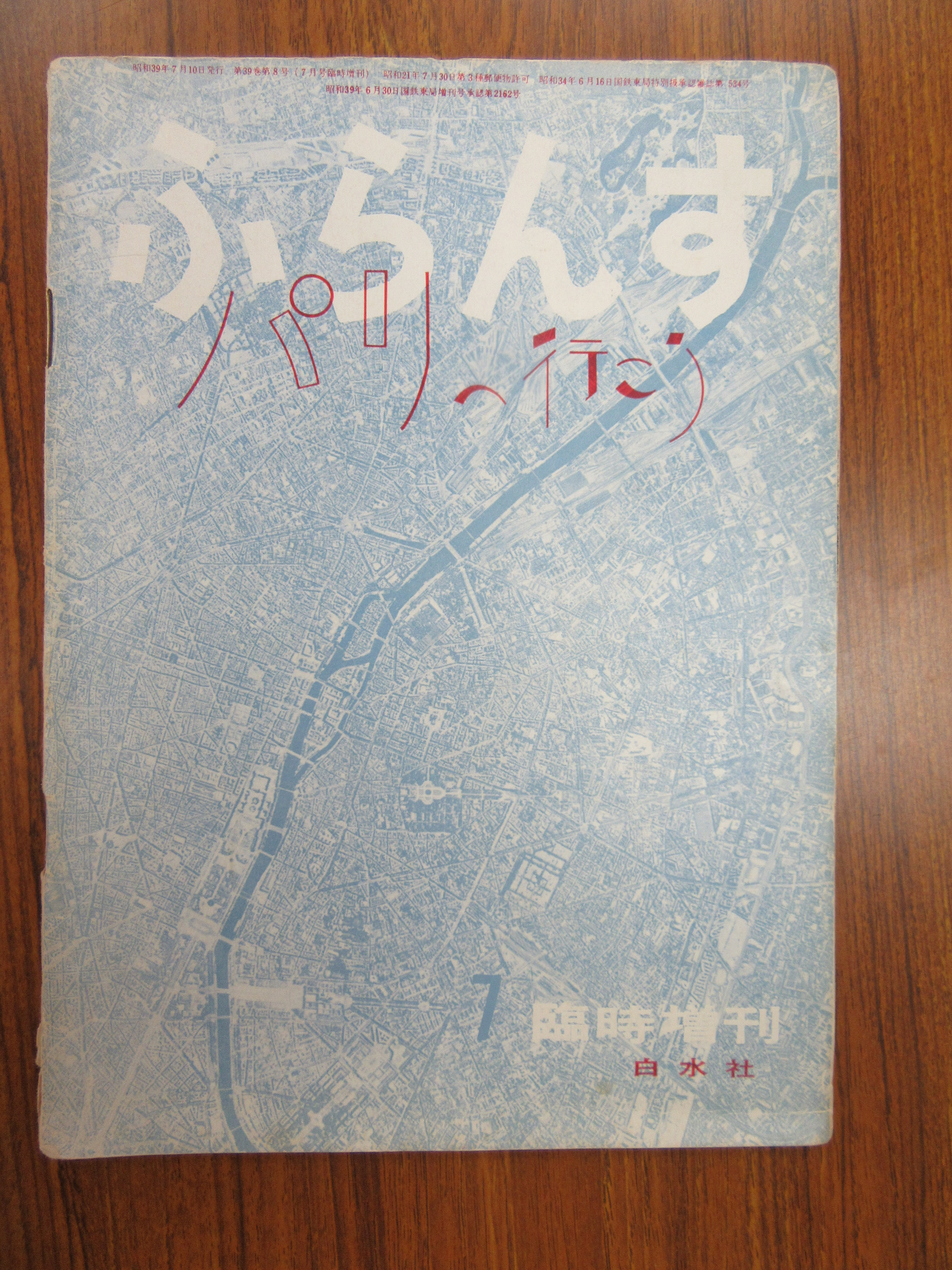
1964年7月、海外渡航の自由化に伴うパリ旅行特集号の表紙

2015年1月7日にシャルリー・エブド襲撃事件が発生したすぐ後の同年3月6日、特別号として『シャルリ・エブド事件を考える』を刊行している。鹿島茂、関口涼子、堀茂樹が編集し、野崎歓、宮下志朗、四方田犬彦、酒井啓子、池内恵などが寄稿した。本書には襲撃事件の直接の引き金となった諷刺画は掲載されておらず、編集部は「表現の自由や風刺とは何かを考える」ためには諷刺画自体の掲載は不要であるという見解を示した。
2015年11月にパリ同時多発テロ事件が発生した翌月の12月には、同様に『ふらんす』特別号として鹿島茂、柄谷行人、酒井啓子、堀茂樹などを寄稿者に迎え、『パリ同時テロ事件を考える』を刊行している。

## フランス語教育
白水社は伝統的に語学教科書に力を入れている出版社であり、『ふらんす』はフランス語の学習及び教育を主要なテーマのひとつとしている。雑誌名が『ふらんす』に変更された頃から、雑誌と連動して語学の講習会が開催されるようになった。1960年10月から1963年8月までは白水社提供のフランス語をテーマとするラジオ番組も放送されていた。1970年代頃からは初学者向けの記事を増やし、90年代以降は音声教材のCD付録を採用するなど、フランス語教育関係の企画を継続的に実施している。1931年より、語学学習記事の一環としてフランス映画のシナリオを仏日対訳で掲載する企画を行っており、最初の掲載作品はルネ・クレール監督の『巴里の屋根の下』であった。1961年より『ふらんす夏休み学習号』を、1985年から『特集フランス語入門』を臨時増刊として発行している。
日本の語学雑誌としては最古参であった『英語青年』が2009年をもって紙媒体の雑誌を休刊し、2013年にウェブ版も終了したため、2016年9月時点で日本で刊行されている語学及び地域文化関連雑誌としては最も古い。

## 評価
フランス語学習者の間では一定の知名度がある語学雑誌であると言われている一方、言語学習にとどまらず「フランス文化を伝える国内唯一の専門誌」「フランス語圏文化を紹介する伝統ある雑誌」と評され、広くフランス語圏の文化を専門とする古参雑誌として一定の評価を得ている。創刊80周年を記念して刊行された『「ふらんす」80年の回想』に関する日経新聞の書評記事によると、「近代の日本人にとって、フランス文化は西洋の香気を伝えるあこがれの的」であり、「そんな精神風土を伝える雑誌」であると評価されている。同書が刊行された際、高橋豊は『ふらんす』を「英語帝国主義」に対する対抗軸のひとつとして位置づけ、亀和田武も「英語への一極集中、グローバル化」の中で生き残ったフランス語雑誌として評価している。2015年のシャルリー・エブド襲撃事件について『シャルリ・エブド事件を考える』を刊行した際、専修大学教員の山田健太は同様の特集を刊行した『現代思想』とともに、『ふらんす』をこうした事件の際に深い取材が行える「専門的雑誌」であると評している。

## ギャラリー

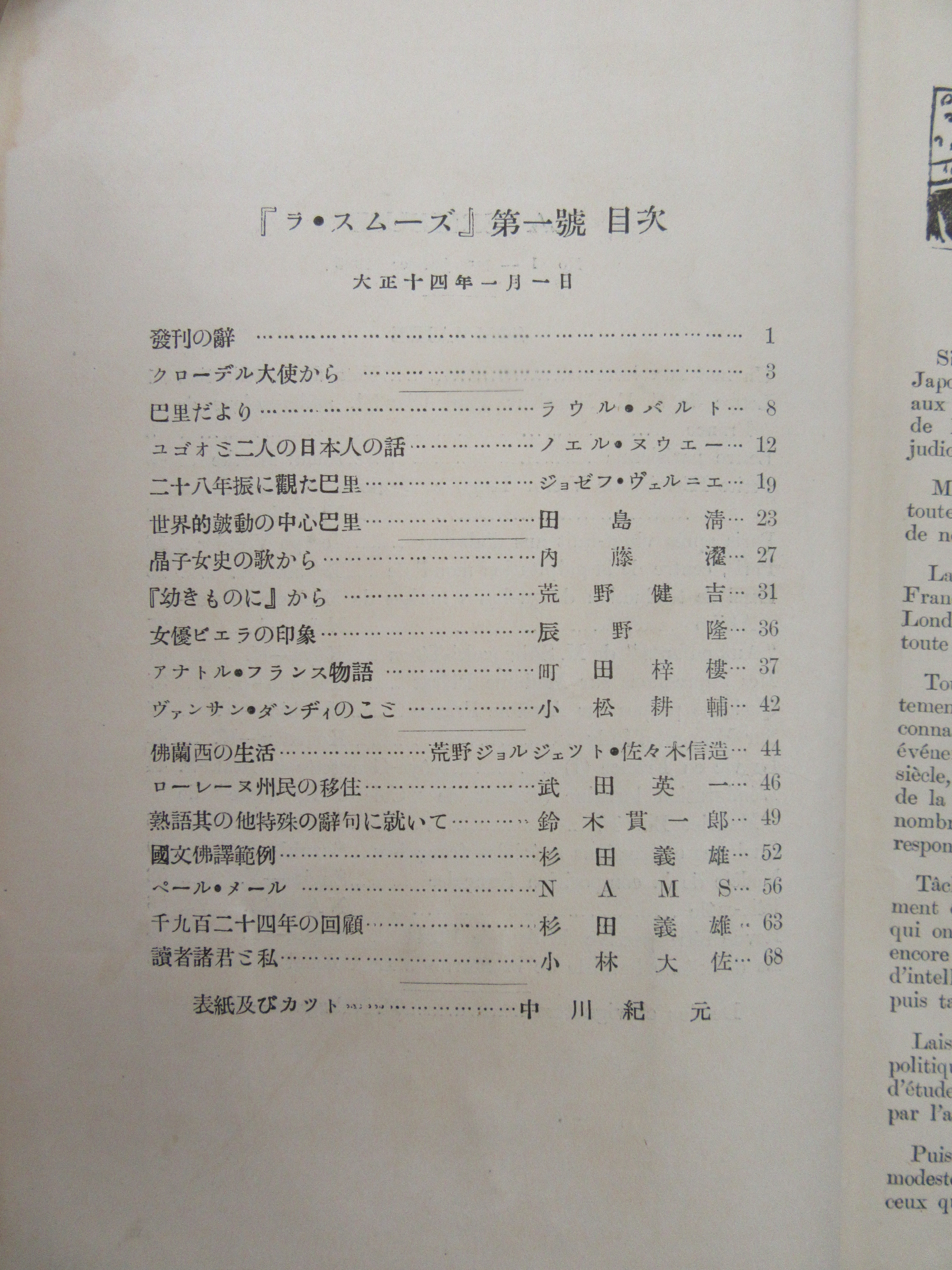
『ラ・スムーズ』創刊号の目次
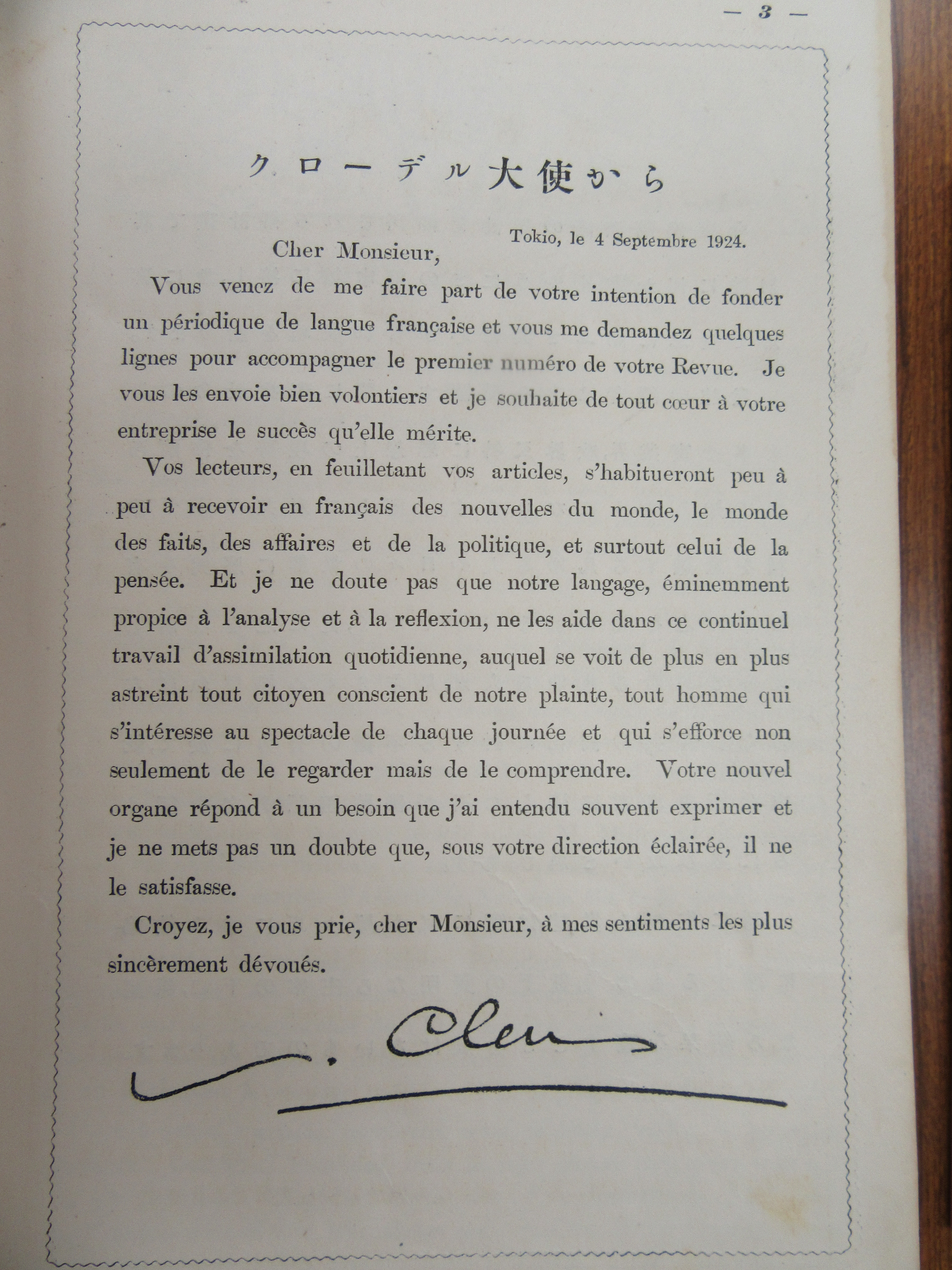
『ラ・スムーズ』創刊号に掲載されたポール・クローデルの寄稿文
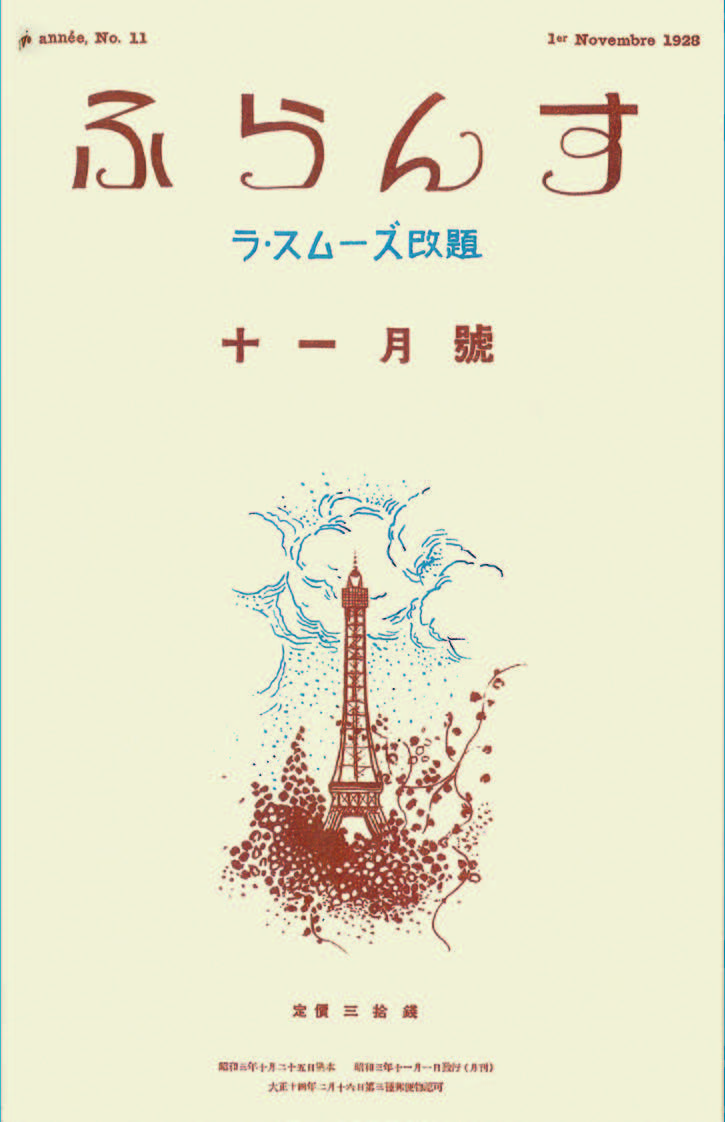
『ふらんす』1928年11月号
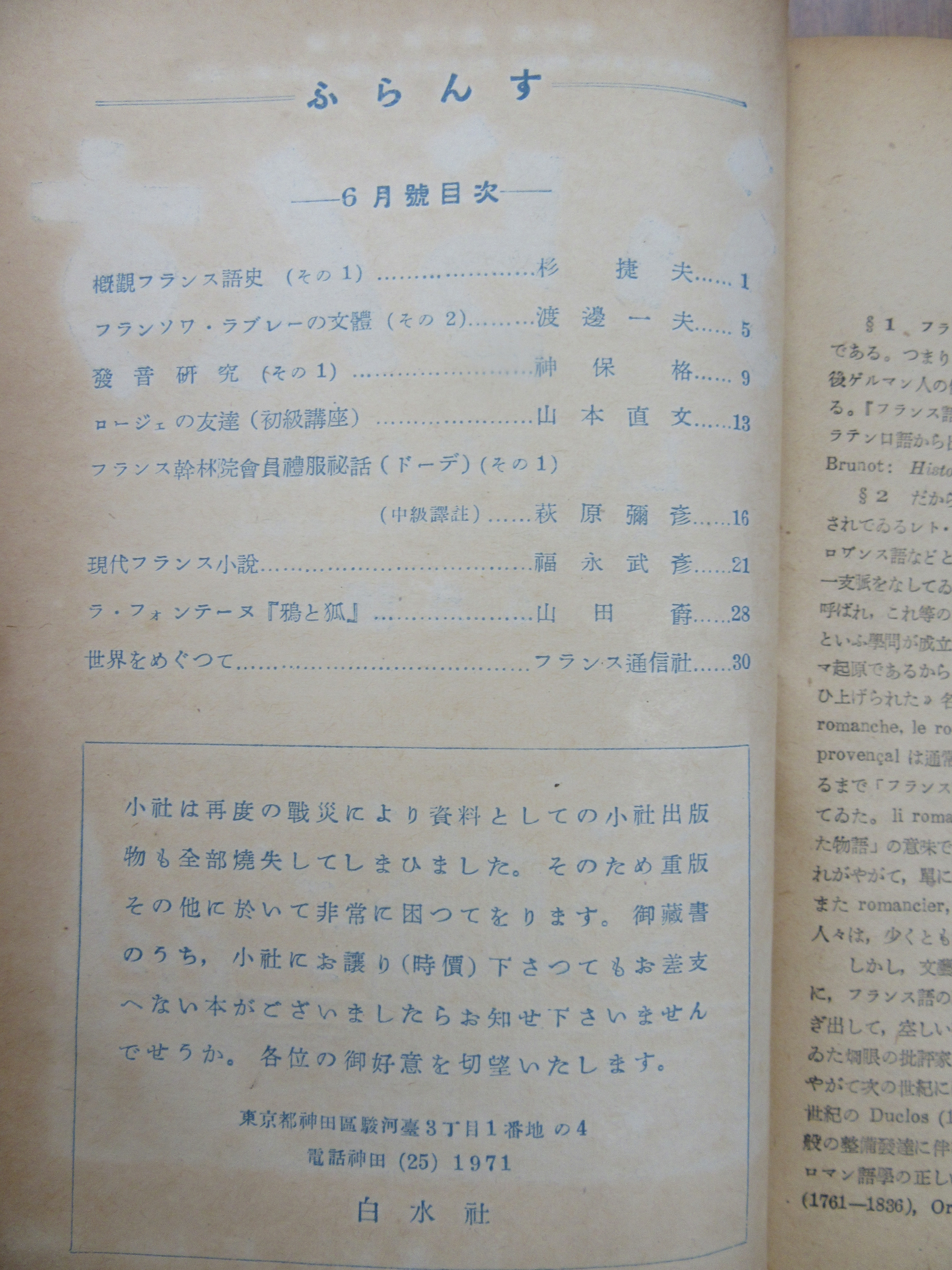
1946年6月の『ふらんす』に掲載された、戦災によって本社から焼失した白水社刊行資料を再収集するため買い求めたいという広告
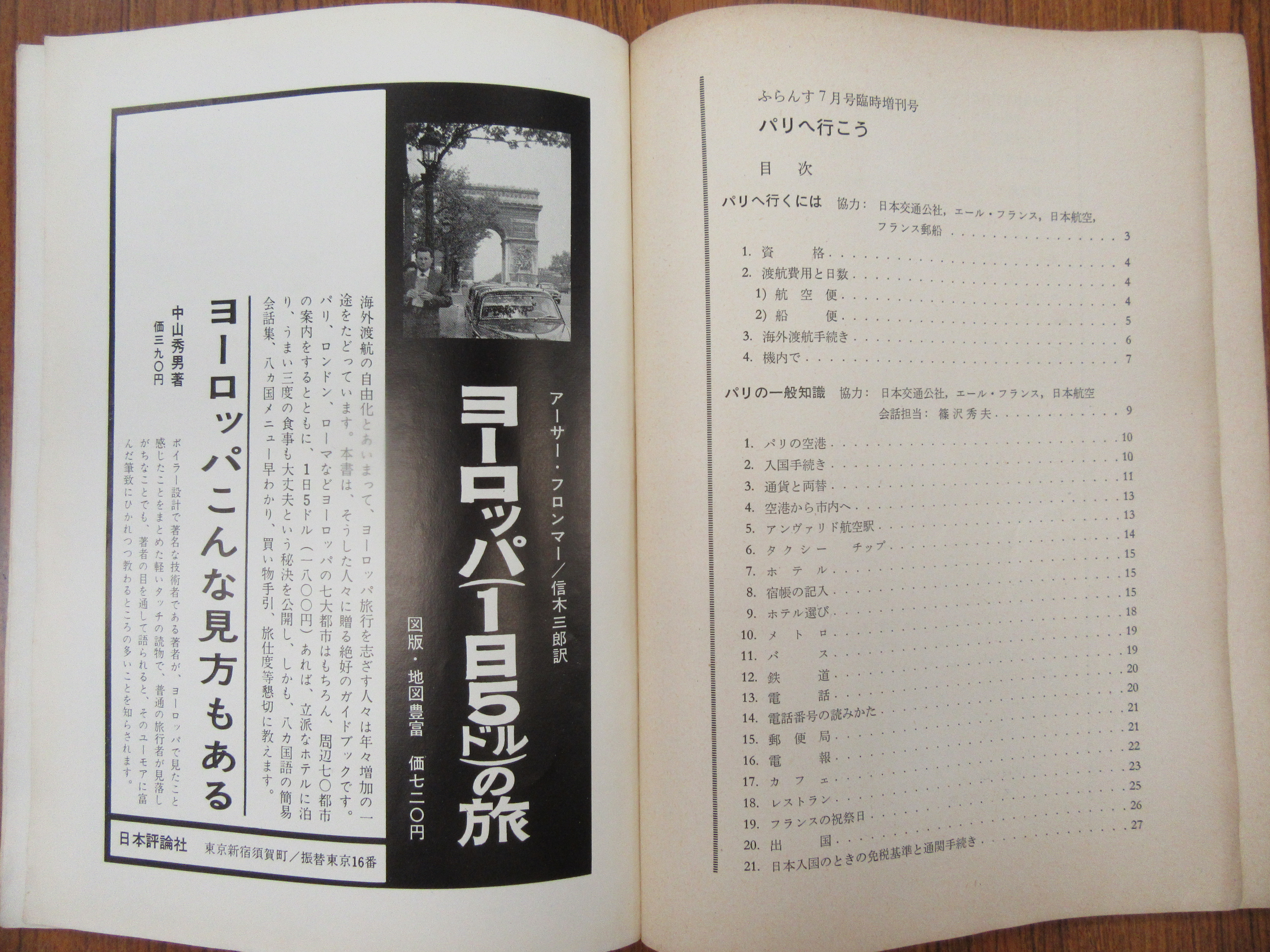
『ふらんす』1964年7月、海外渡航の自由化に伴うパリ旅行特集号の内容